# Argyrodes convivans
Argyrodes convivans är en spindelart som beskrevs av Lawrence 1937. Argyrodes convivans ingår i släktet Argyrodes och familjen klotspindlar. Inga underarter finns listade.